# ده‌نو (ازبکستان)
دِه‌ْنَوْ (به ازبکی: Денов) شهری در ولایت سرخان‌دریا کشور ازبکستان است که در سرشماری سال ۲۰۱۰ میلادی، ۹۷٬۱۹۶ نفر جمعیت داشته‌است. بیشتر باشندگان این شهر تاجیک هستند و به زبان فارسی گپ می‌زنند. این شهر در جنوب ازبکستان و در نزدیکی مرز تاجیکستان قرار گرفته‌است.
ده‌نو را حدوداً در محل همان شهر باستانی چَغانیان می‌دانند.